# Stazione di Weitlanbrunn
La stazione di Weitlanbrunn è una fermata ferroviaria posta sulla linea San Candido-Maribor. Serve l'omonima frazione del comune di Sillian (Distretto di Lienz) ed è la fermata della linea sita in territorio austriaco più prossima al confine con l'Italia.
La fermata, gestita dalle Österreichische Bundesbahnen, è priva di fabbricato viaggiatori, a singolo binario e con una sola banchina. Vi effettuano fermata a richiesta i treni regionali internazionali operati da SAD e ÖBB sulla relazione Bolzano-Fortezza-San Candido-Sillian-Lienz.